# Serdab
Un serdab (mot arabe d'origine persane signifiant « cave ») est une pièce que l'on trouve dans les monuments funéraires tels les mastabas de l'Ancien Empire. Généralement aveugle, elle contient une ou plusieurs statues du ka du défunt. Utilisé pendant l'Ancien Empire, le serdab était une chambre scellée avec une petite fente ou un trou pour permettre à l'âme du défunt de se déplacer librement. Parfois ouverts sur la chapelle funéraire, ces trous laissaient également passer les odeurs des offrandes à la statue déposées par les proches. Le serdab était souvent dissimulé derrière une stèle fausse-porte.

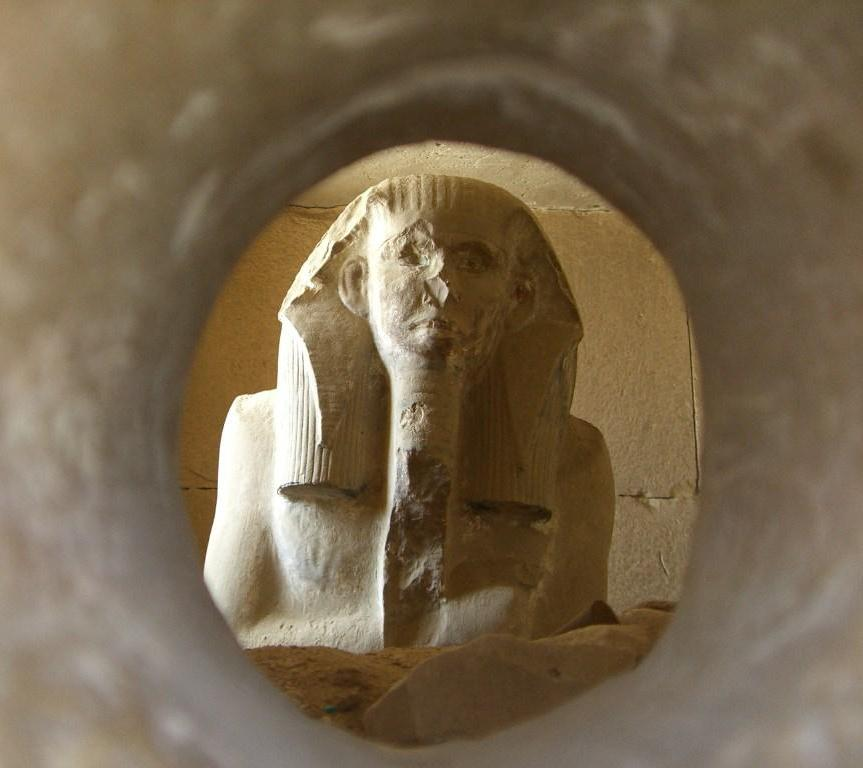
La statue Ka du pharaon Djéser regarde à travers le trou de son serdab, prête à recevoir l'âme du défunt et les offrandes qui lui sont présentées.

Le serdab de Djéser, à l'extérieur de la pyramide dans une petite salle séparée, découvert par Cecil Firth en 1924, contenait des textes hiéroglyphiques désignant Imhotep comme le concepteur de la pyramide à degrés de Saqqarah. Il contient une statue assise du roi Djéser de 1,42 mètre. Celle qui est actuellement visible est une réplique, l'originale se trouvant au Musée du Caire.
Dans les tombes du Moyen Empire, le serdab n’existe plus, mais une statue du défunt fait souvent partie de l’ensemble mobilier.
Le terme serdab est également utilisé pour un type de chambre non décorée que l'on trouve dans de nombreuses pyramides. En raison de l'absence d'inscriptions, il a été impossible de déterminer la fonction rituelle de cette chambre, mais de nombreux égyptologues la considèrent comme un espace de stockage, semblable aux entrepôts souterrains des tombes privées et royales de la IIe dynastie. Elle est facilement reconnaissable par sa position à l'extrémité Est du système de chambres internes de la pyramide et par les trois niches de son mur extérieur.